# Покровка (Очаковский район)

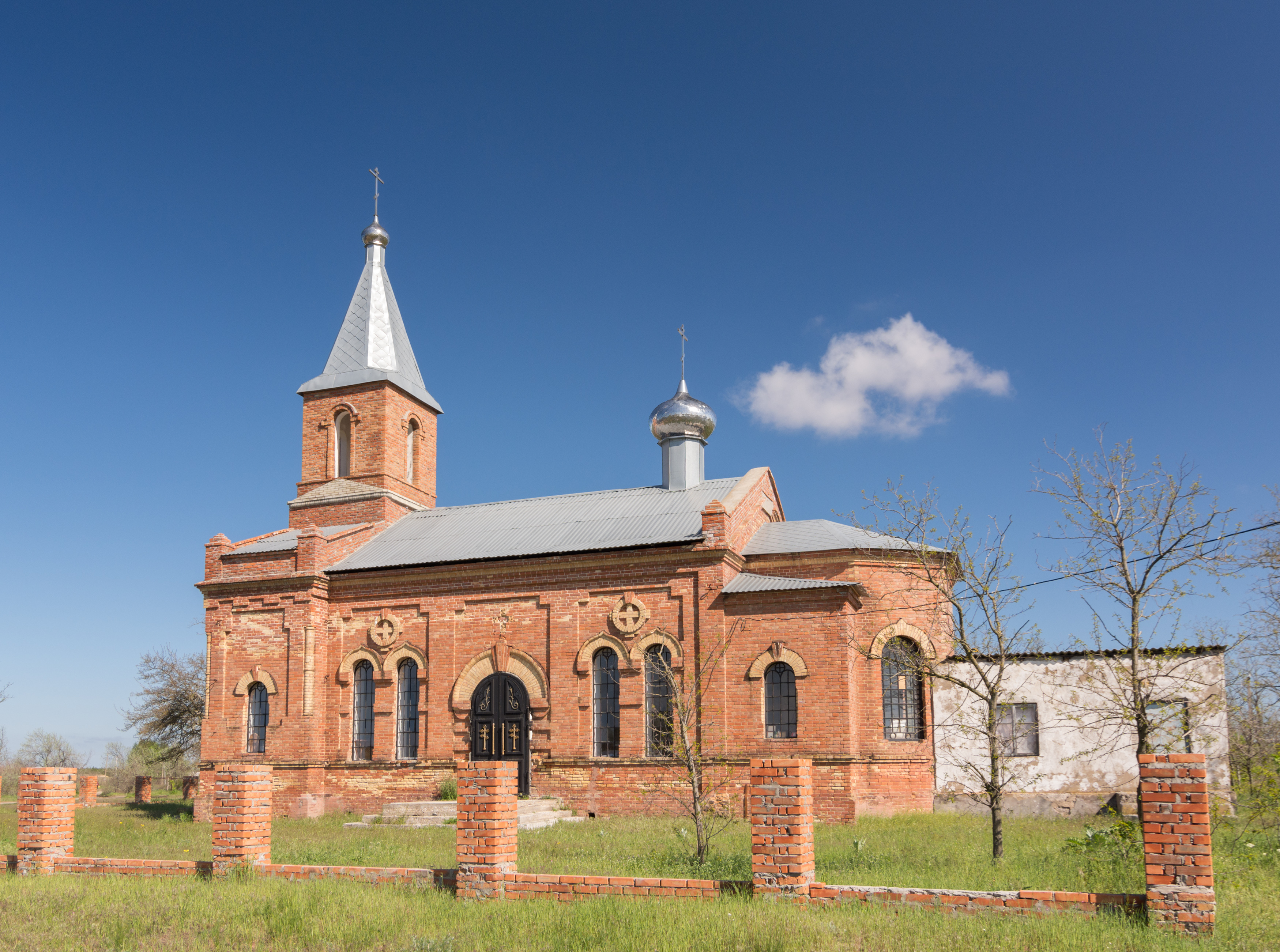
Церковь Покрова Святой Богородицы на Кинбурнской косе

Покровка (укр. Покровка) — село, расположенное на берегу Ягорлыцкого залива Чёрного моря. Относится к Очаковскому району Николаевской области Украины.
Почтовый индекс — 57555. Телефонный код — 5154. Занимает площадь 5,275 км².
В 2022 году, в ходе вторжения России на Украину, село было временно оккупировано Российскими войсками.

## Население
Население села по переписи 2001 года составляло 229 человек.

### Языковой состав
Родной язык населения по данным переписи 2001 года:
| Язык       | Численность, чел. | Доля     |
| ---------- | ----------------- | -------- |
| Украинский | 203               | 88,65 %  |
| Русский    | 26                | 11,35 %  |
| Итого      | 229               | 100,00 % |

## Местный совет
57555, Николаевская обл., Очаковский р-н, с. Покровка, ул. Морозовская, 22